# نبق مسهل
النبق المسهل أو حُسْل أو شجرة الدكن أو النبقيات أو الكاسكارا (باللاتينية: Rhamnus cathartica) هو نوع نباتي شجري من جنس النبق من الفصيلة السدرية. أسمها يدل على أنها مسهلة ومطهرة، تنمو حتى علو ,(8.1)م، وأغضانها تنتشر يمينا وشمالا على الأرض، أوراقها صغيرة ومسننة، أزهارها تكون بيضاء على شكل عناقيد.

## الموئل والإنتشار
ينتشر هذا النوع في المشرق العربي والمغرب العربي ومعظم مناطق أوروبا. أدخل أيضاً إلى أمريكا الشمالية

## الاستعمال الحديث
يستعمل عصير الحبوب لصنع شراب النبق, عرف هذا العلاج عام 1867 ولكنه لم يعد يستعملوة بسبب مفعولة القوي جداّ، وتستعمل من قبل العشابين الحديثين لسبب واحد وهو أذابة الثايل، وكن لا يزال يستعمل كمسهل للحيوانات.

## وقت التزهير
تزهر النبتة اواخر فصل الربيع وبداية شهر الصيف

## الفوائد الطبيه
لها أكتر من فائدة منها:
1. تقوم بدقها ثم تضعها على الجرح فيتوقف نزف الجرح

2.يتم وضع عشبها المدقوق على الثاّليل